# Quetta
Quetta (Urdu: کوئٹہ, Paschtu: کوټه, persisch/belutschisch: کویته) ist eine Stadt im Westen Pakistans mit etwa 1 Million Einwohnern. Quetta ist die Hauptstadt der Provinz Belutschistan und die zehntgrößte Stadt Pakistans. In der Stadt leben Angehörige verschiedener Volksgruppen und mehrere Sprachen werden gesprochen. Die größte Bevölkerungsgruppe bilden die Paschtunen.

## Geografische Lage
Die Stadt liegt nahe der Grenze zu Afghanistan auf einer Höhe von 1680 Metern. Die Stadtfläche beträgt 2653 Quadratkilometer. Quetta liegt an der westlichen Grenze Pakistans, ist mit dem gesamten Rest des Landes jedoch verkehrstechnisch gut verbunden.

## Klimatabelle
In Quetta herrscht ein halbtrocken-heißes, relativ kontinentales Klima. Im Gegensatz zu vielen anderen Städten Pakistans ist das Klima nicht wesentlich durch den Monsun beeinflusst. In den Wintermonaten können die Temperaturen auf bis unter 0 °C abfallen und Schneefall kommt gelegentlich vor.
|                       | Jan  | Feb  | Mär  | Apr  | Mai  | Jun  | Jul  | Aug  | Sep  | Okt  | Nov  | Dez  |   |      |
| Mittl. Tagesmax. (°C) | 10,8 | 12,9 | 18,7 | 24,8 | 30,4 | 35,3 | 35,9 | 34,8 | 31,4 | 25,5 | 19,2 | 13,3 | ⌀ | 24,5 |
| Mittl. Tagesmin. (°C) | −3,4 | −0,9 | 3,4  | 8,3  | 11,5 | 15,9 | 19,9 | 17,9 | 10,9 | 3,8  | −0,9 | −3,2 | ⌀ | 7    |
|                       |      |      |      |      |      |      |      |      |      |      |      |      |   |      |
| Niederschlag (mm)     | 57   | 49   | 55   | 28   | 6    | 1    | 13   | 12   | 0    | 4    | 5    | 31   | Σ | 261  |
|                       |      |      |      |      |      |      |      |      |      |      |      |      |   |      |
| Luftfeuchtigkeit (%)  | 63   | 59   | 54   | 50   | 43   | 36   | 43   | 42   | 39   | 40   | 47   | 56   | ⌀ | 47,6 |

| −3,4 |

| −0,9 |

| 3,4 |

| 8,3 |

| 11,5 |

| 15,9 |

| 19,9 |

| 17,9 |

| 10,9 |

| 3,8 |

| −0,9 |

| −3,2 |

| −3,4 |

| −0,9 |

| 3,4 |

| 8,3 |

| 11,5 |

| 15,9 |

| 19,9 |

| 17,9 |

| 10,9 |

| 3,8 |

| −0,9 |

| −3,2 |

## Bevölkerung
| Sprache                    | Anteil (%) |
| -------------------------- | ---------- |
| Belutschisch               | 25,0       |
| Paschtunisch               | 23,7       |
| Panjabi/Saraiki            | 21,7       |
| Andere oder unspezifiziert | 29,6       |

Die Stadt Quetta ist ebenso wie der umgebende Distrikt multiethnisch und vielsprachig. Obwohl die Stadt Verwaltungssitz der Provinz Belutschistan ist, bilden die namensgebenden Belutschen nur eine Minderheit der Bevölkerung. Die Zahlen der letzten Volkszählung aus dem Jahr 1998 werden hinsichtlich der ethnischen und sprachlichen Zugehörigkeit als unzuverlässiger als für andere pakistanische Großstädte beurteilt. Das hängt auch mit den Flüchtlingsströmen und Bevölkerungsbewegungen zusammen, die stark verstärkt vor allem nach 2001 aus Afghanistan und den Stammesgebieten sowie der ehemaligen Nordwestlichen Grenzprovinz stattgefunden haben. Nach dem Zensus von 1998 sprach grob etwa je ein Viertel der Bevölkerung Belutschisch, Paschtunisch und Panjabi/Saraiki. Andere Sprachen wie Brahui waren nicht im Einzelnen erfasst. Manche Statistiken gehen schon für 1998 von einer relativen Mehrheit an Paschtunen aus.  Bedingt durch die Flüchtlingsbewegungen kann mit großer Sicherheit angenommen werden, dass sich ihr Bevölkerungsanteil seit 1998 noch vergrößert hat.
| Zensusjahr | Einwohnerzahl |
| ---------- | ------------- |
| 1972       | 158.026       |
| 1981       | 285.719       |
| 1998       | 560.307       |
| 2017       | 1.001.205     |

## Geschichte

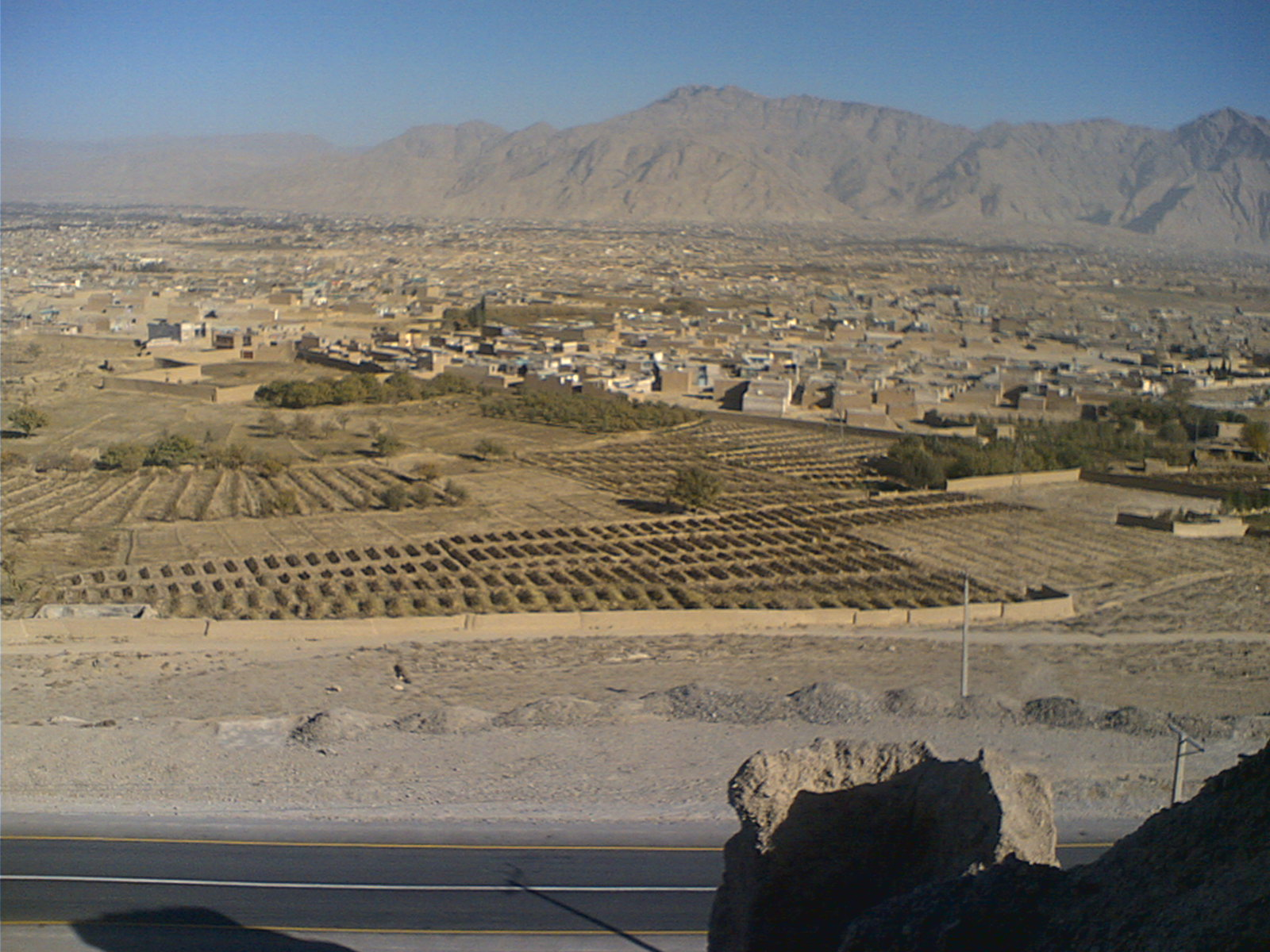
Blick auf Quetta (2008)

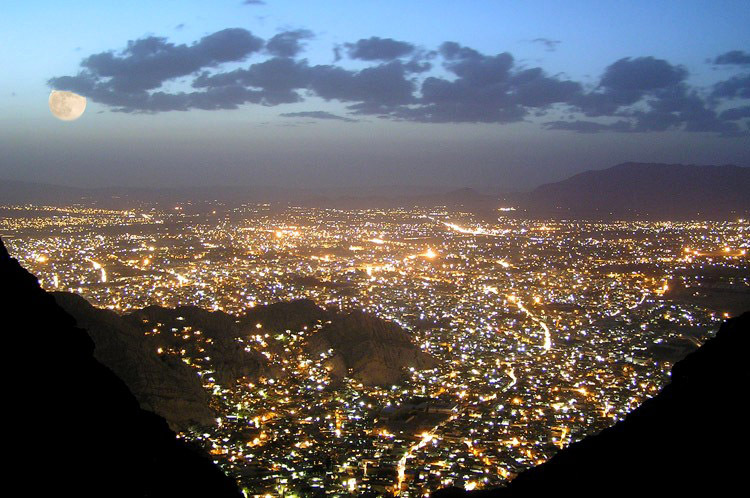
Blick auf Quetta in der Nacht

Ein bronzezeitliches Grab mit reichen Beigaben, der Schatz von Quetta, wurde beim Bau eines Hotels 1985 in der Stadt gefunden. Der Name Quetta kommt von kwatta, dem Namen einer legendären Festung auf Paschtu.
Im Kontext der anglo-afghanischen Kriege wurde die Stadt 1876 an Britisch-Indien angeschlossen. Aufgrund ihrer strategisch wichtigen Grenzlage war hier eine große Garnison von 12.000 Mann (1935) stationiert. Am 31. Mai 1935 erlebte die Stadt ein verheerendes Erdbeben von etwa 7,5 Magnituden auf der Richterskala, das große Teile der Stadt zerstörte und etwa 30–40.000 Todesopfer forderte. Nach dem Abzug der Briten und der Teilung Indiens in die beiden souveränen Staaten Indien und Pakistan im Jahre 1947 fiel Quetta an Pakistan und wurde Hauptstadt der Provinz Belutschistan.

## Sicherheitslage
Die Sicherheitslage in Quetta ist seit Jahren äußerst prekär. Dies ist wesentlich bedingt durch die Lage der Stadt im Grenzgebiet zu Afghanistan und in der Randzone des paschtunischen Siedlungsgebietes, das zum Hauptaktions-, Rekrutierungs- und Rückzugsgebiet der Taliban und anderer islamistischer Gruppen gehört, die immer wieder Terroranschläge verüben. Hauptziel der Terroristen sind Repräsentanten der Staatsgewalt und staatliche Einrichtungen jedweder Art, sowie Angehörige der schiitischen Minderheit, die überwiegend der Volksgruppe der Hasara angehören. Die Anschläge erfolgen meist mit Bomben und häufig als Selbstmordattentate.
Am 10. Dezember 2004 wurde in der Stadt ein Bombenanschlag mit einer Autobombe verübt, bei dem mindestens sieben Personen getötet und mehr als fünf verletzt wurden.
Am 3. September 2010 starben mindestens 50 Teilnehmer einer schiitischen Demonstration in Quetta bei einer Bombenexplosion. Die pakistanischen Taliban übernahmen die Verantwortung für den Anschlag.
Am Fest des Fastenbrechens, Ende August 2011, sprengte sich auf dem Parkplatz einer schiitischen Moschee ein Selbstmordattentäter mit seinem Auto in die Luft. Dabei wurden mindestens zehn Menschen getötet und 22 verletzt.
Am 7. September 2011 tötete ein Doppelanschlag auf das Haus von Farrukh Shehzad, einem Brigadegeneral und Vizekommandanten der Grenztruppen, zwischen 18 und 24 Menschen, darunter Shehzads Frau und mindestens eines seiner Kinder, und verletzte 80 weitere, darunter auch den General. Zuerst sprengte sich ein Selbstmordattentäter mit einem Auto vor dem Haus in die Luft und danach drang ein weiterer in das Haus ein und zündete einen Sprengstoffgürtel. Über die Täter ist nichts bekannt. Allerdings war Shezad an der Festnahme von Yunis al-Mauretani, einem ranghohen Mitglied von al-Qaida, am 5. September beteiligt. Die Tehrik-i-Taliban Pakistan (TTP) bekannten sich zu dem Anschlag.
Am 4. Oktober 2011 wurden bei einem Überfall auf einen vorwiegend mit Angehörigen der Minderheit der Hazara besetzten Bus in Quetta 15 Menschen getötet. Zwölf davon waren Angehörige der Hazara. In der Folge demonstrierten 400 Angehörige vor dem Krankenhaus, in dem die Verletzten behandelt wurden, gegen Diskriminierung ihres Volkes und beschuldigten die pakistanische Regierung, nicht für ihren Schutz zu sorgen.
Am 16. Februar 2013 starben mindestens 83 Menschen, als in einem überwiegend von schiitischen Hasara bewohnten Vorort von Quetta eine Bombe auf einem Markt explodierte. Zum Anschlag bekannte sich die al-Qaida-assoziierte sunnitisch-islamistische Terror-Gruppierung Lashkar-e-Jhangvi.
Am 8. August 2013 sprengte sich ein Selbstmordattentäter bei einer Beerdigungsfeier für einen getöteten Polizisten in Quetta in die Luft. Dabei starben mindestens 28 Anwesende. Die Tehrik-i-Taliban übernahmen die Verantwortung für das Attentat.
Am 13. Januar 2016 sprengte sich ein Selbstmordattentäter nahe einem Poliomyelitis-Impfzentrum in Quetta in die Luft. Dabei starben mindestens 14 Personen, 13 davon Polizisten, die zum Schutz des medizinischen Personals vor islamistischen Anschlägen abgestellt worden waren.
Am 8. August 2016 wurden bei einem Anschlag auf dem Gelände eines Krankenhauses mindestens 66 Menschen getötet und etwa 200 verletzt; bei vielen der Opfern handelt es sich um Rechtsanwälte. Zu dem Anschlag bekannte sich die Jamaat-ul-Ahrar, eine Splittergruppe der TTP.
Am 25. Oktober 2016 verübten drei Terroristen, mutmaßlich Angehörige des Islamischen Staates, einen Überfall auf die dortige Polizeiakademie und töteten 60 Menschen, großteils dort in Ausbildung befindliche Polizeianwärter. Zwei der Täter sprengten sich nachher selbst in die Luft, ein dritter wurde unschädlich gemacht.
Beim Anschlag in Quetta 2017 auf die Bethel Memorial Methodist Church wurden am 17. Dezember mindestens acht Menschen getötet.
Am 9. November 2024 starben bei einem Selbstmordattentat mit einer Bombe im Hauptbahnhof von Quetta mindestens 24 Menschen. Über 40 Menschen wurden nach Angaben der Polizei verletzt. Die Balochistan Liberation Army reklamierte die Tat für sich. Der Anschlag galt Armeeangehörigen einer Infanterieschule.

## Wirtschaft
Der Obstanbau ist verbreitet, Quetta wird auch der „Obstgarten Belutschistans“ genannt. Die Stadt exportiert neben frischem Obst auch viele Trockenfrüchte und Mandeln. Der bedeutende Militärstandort Quetta ist ebenfalls ein wichtiger wirtschaftlicher Faktor. Die Stadt war wegen ihrer verkehrstechnisch guten Anbindung im ansonsten dünn besiedelten Belutschistan ein wichtiger Knotenpunkt bei der Versorgung der westlichen Truppen in Afghanistan im Rahmen des Krieges in Afghanistan und der Operation Enduring Freedom.

## Verkehr

### Eisenbahn

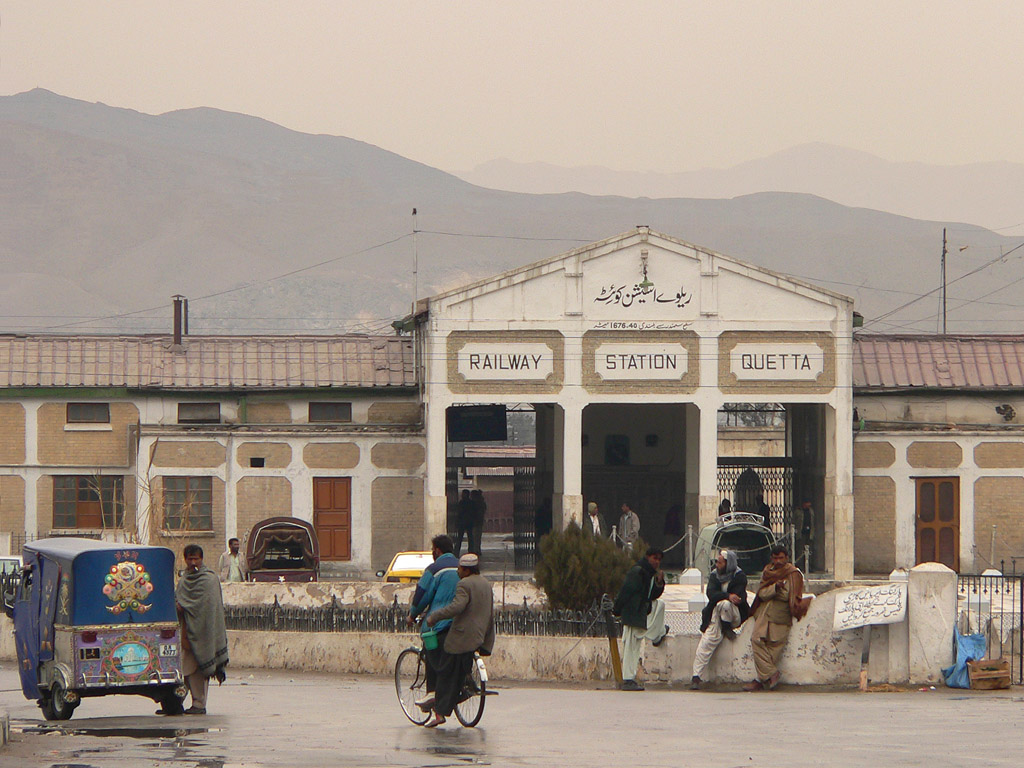
Bahnhof Quetta

Quetta ist ein Eisenbahnknotenpunkt. Es ist in Pakistan über die Bolanbahn mit Lahore durch eine 1170 km lange Strecke verbunden, außerdem mit Peschawar (1558 km) und mit Karatschi (863 km). Weiter endet hier die Bahnstrecke Zahedan–Quetta (722 km) aus dem Iran. Eine Verlängerung der Eisenbahnlinie über die Grenze hinweg nach Afghanistan (15 km) ist im Bau. Dafür werden im Moment die Grenzorte Chaman (Pakistan, bereits an Quetta angebunden) und Spin Boldak (Afghanistan) verbunden, Spin Boldak soll daraufhin wiederum an Kandahar angebunden werden (knapp 100 km), sodass eine ununterbrochene Verbindung zwischen den Großstädten Quetta und Kandahar möglich ist (siehe Schienenverkehr in Afghanistan). Nach der Übernahme Afghanistans durch die Taliban im Sommer 2021 wurde der Grenzübergang kurzzeitig geschlossen und das Projekt auf Eis gelegt, mittlerweile konnte Pakistan jedoch zu einer Übereinkunft mit den Taliban gelangen und die Grenze wurde im  November 2021 erneut geöffnet.

### Luftverkehr

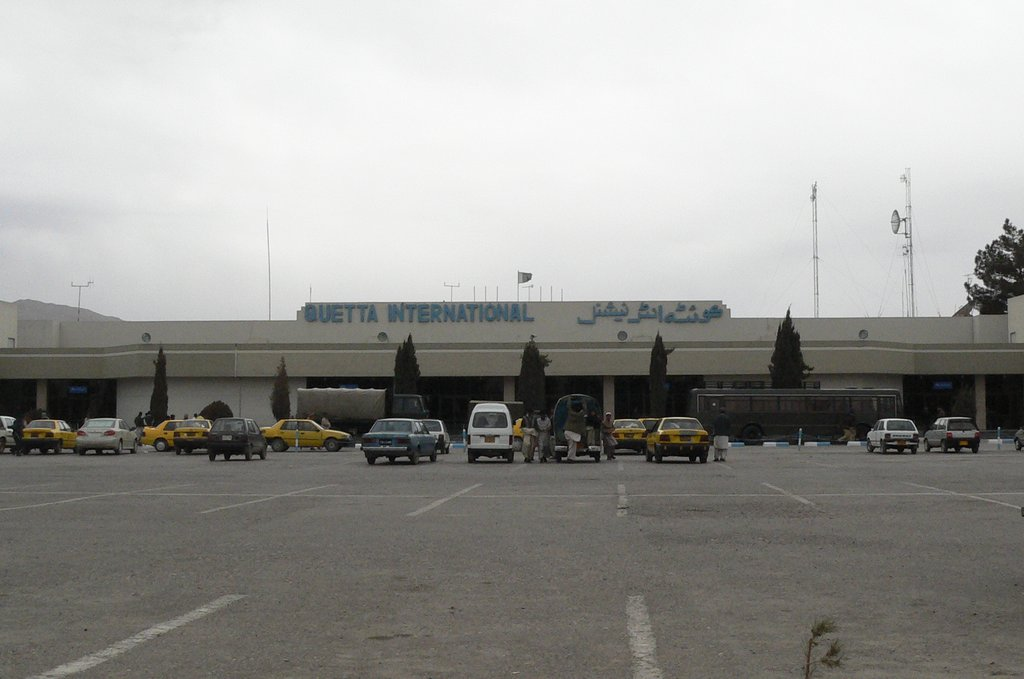
Flughafen Quetta

Es gibt in Quetta einen internationalen Verkehrsflughafen. Dieser bedient national Karachi, Lahore, Islamabad und Multan. International werden Dubai sowie Sharjah und saisonal bedingt Jeddah angeflogen.

## Kultur
Quetta ist neben Kandahar und Peschawar das dritte wichtige Zentrum der Paschtunen. Gesprochen werden in Quetta die Sprachen Paschtu, Belutschi, Brahui, Sindhi, Panjabi, Urdu und Persisch.
Es wird der paschtunische Tanz Atan (auch Attan) getanzt. Er gilt als Nationaltanz Pakistans. Beliebte Musikinstrumente, die unter anderem dazu, aber auch für sich allein stehend gespielt werden, sind das pakistanische Nationalinstrument Rubab, eine Laute, sowie die Sitar, Tabla, Flöte und andere. Neben Cricket und Hockey, zwei Sportarten, die in ganz Pakistan sehr beliebt sind, wird in Quetta auch Fußball gespielt. Ein weiterer Publikumsmagnet ist das Reiterspiel Buzkaschi.
1970 wurde in Quetta die Universität von Belutschistan (University of Balochistan) als erste Universität der Provinz gegründet. Sie hat sieben Fachbereiche mit insgesamt 46 Instituten und mehr als 11000 Studierende.

## Persönlichkeiten
- James Cassels (1907–1996), britischer Offizier, Generalfeldmarschall und Cricketspieler
- Harbinder Singh (* 1943), indischer Hockeyspieler
- Shamsul Islam Khan (* 1978), Squashspieler
- Shahid Zaman (* 1982), Squashspieler
- Nahida Khan (* 1986), Cricketspielerin
- Muhammad Waseem (* 1987), Profiboxer
- Rêz Gerdî (* 1991), kurdisch-neuseeländische internationale Anwältin und Menschenrechtsaktivistin